# محمد خالد إبراهيم
النائب الشيخ محمد خالد إبراهيم ولد 2 نوفمبر 1964م، وهو عضو مجلس النواب البحريني (2002 - 2010). متزوج وله أربعة من الأولاد.
- أحد مؤسسي صندوق مدينة حمد الخيري.
- أمين سر صندوق مدينة حمد الخيري سابقا.
- عضـو بجمعية الإصلاح.
- أمين سر جمعية الإصلاح (البحرين) – فرع مدينة حمد – سابقا.
- عضو مؤسس بجمعية المنبر الوطني الإسلامي.
- أحد مؤسسي جمعية مناصرة فلسطين بمملكة البحرين.
- أحد مؤسسي الجمعية البحرينية لمناهضة العنف الأسري.
- أمين سر الجمعية البحرينية لمناهضة العنف الأسري.
- شارك في إلقاء العديد من الدروس في مساجد وجوامع ومدارس مملكة البحرين
- له عدة مشاركات إعلامية في تلفزيون وإذاعة البحرين.
- رئيس اللجنة الأهلية لمناصرة أسرانا البحرينيين بغوانتنامو.

## وصلات خارجية
- موقع النائب الشيخ محمد خالد إبراهيم